# A Night on the Town
A Night on the Town — седьмой сольный альбом британского певца Рода Стюарта, выпущенный 18 июня 1976 года лейблами Riva и Warner. В оформлении обложки использована картина «Бал в Мулен де ла Галетт» французского художника Пьера Огюста Ренуара. В 2009 году альбом был переиздан в виде двойного CD с добавлением большого числа бонус-треков.

## Об альбоме
Альбом оказался весьма успешным, стал платиновым в Великобритании и дважды платиновым в США. Три композиции из этого альбома были изданы в виде синглов: 
- «Tonight’s the Night (Gonna Be Alright)[англ.]» (май 1976, #5 UK Singles Chart, #1 Billboard Hot 100)
- «The Killing of Georgie (Part I and II)[англ.]» (август 1976, #2 UK Singles Chart, #30 Billboard Hot 100)
- «The First Cut Is the Deepest[англ.]» (май 1976, #70 Billboard Hot 100) — кавер-версия одноименной песни Кэта Стивенса. На второй стороне «I Don’t Want to Talk About It[англ.]» из предыдущего альбома Atlantic Crossing — кавер-версия одноименной песни Дэнни Уиттена.

## Список композиций
| №  | Название                                 | Автор(ы)    | Длительность |
| -- | ---------------------------------------- | ----------- | ------------ |
| 1. | «Tonight’s the Night (Gonna Be Alright)» | Род Стюарт  | 3:55         |
| 2. | «The First Cut Is the Deepest»           | Кэт Стивенс | 4:38         |
| 3. | «Fool for You»                           | Род Стюарт  | 3:50         |
| 4. | «The Killing of Georgie (Part I and II)» | Род Стюарт  | 6:51         |

| №  | Название                | Автор(ы)                        | Длительность |
| -- | ----------------------- | ------------------------------- | ------------ |
| 1. | «The Balltrap»          | Род Стюарт                      | 4:40         |
| 2. | «Pretty Flamingo»       | Марк Баркан                     | 3:27         |
| 3. | «Big Bayou»             | Гиб Гильбо                      | 3:56         |
| 4. | «The Wild Side of Life» | Арли Картер, Уильям Уоррен      | 5:05         |
| 5. | «Trade Winds»           | Ральф Макдональд, Уильям Солтер | 5:17         |

## Участники записи
Список составлен по сведениям базы данных Discogs.

| The Garage Band: - Род Стюарт — вокал - Дональд «Дак» Данн — бас-гитара - Боб Глауб — бас-гитара - Дэвид Худ — бас-гитара - Вилли Уикс — бас-гитара - Ли Склар — бас-гитара - Стив Кроппер — гитара - Билли Пик — гитара - Джо Уолш — гитара - Джесси Эд Дэвис — гитара - Дэвид Линдли — гитара - Фред Такетт — гитара - Пит Карр — гитара - Джон Барлоу Джарвис — клавишные - Дэвид Фостер — клавишные - Барри Бекетт — клавишные - Джей Смит — клавишные - Роджер Хокинс — ударные - Энди Ньюмарк — ударные - Эл Джексон мл. — ударные | The Garage Band: - Рик Шлоссер — ударные - Томми Виг — перкуссия - Джо Лала — перкуссия - Tower of Power — духовая секция: валторна - Джером Джамонвиль — саксофон-тенор - Плас Джонсон — тенор-саксофон - Джимми Горовиц — аранжировки струнных секций - Мел Льюис — аранжировки струнных секций - Ариф Мардин — аранжировки струнных секций Технический персонал: - Том Дауд — музыкальный продюсер - Майк Клейдон — звукоинженер - Джордж Тутко — ассистент звукоинженера - Ди Робб — оператор звукозаписи - Джо Робб — оператор звукозаписи - Арун Чакраверти — мастеринг-инженер - Джордж Пирос — инженер нарезки лакового слоя - Джон Кош — арт-директор - Майкл Брайан — художник-иллюстратор - Дэвид Стин — фотограф |

## Позиции в хит-парадах
| Хит-парад (1976—1978)               | Высшая позиция | Пребывание в чарте |
| ----------------------------------- | -------------- | ------------------ |
| Австралия (Kent Music Report)       | 1              | нет данных         |
| Великобритания (UK Albums Chart)    | 1              | 47 недель          |
| Канада (RPM Albums Chart)           | 1              | 60 недель          |
| Нидерланды (Album Top 100)          | 5              | 8 недель           |
| Новая Зеландия (RMNZ)               | 1              | 83 недели          |
| Норвегия (VG-lista)                 | 1              | 14 недель          |
| США (Billboard Top LP’s & Tape)     | 2              | 57 недель          |
| Финляндия (Suomen virallinen lista) | 29             | 1 неделя           |
| ФРГ (Offizielle Top 100)            | 32             | 4 недели           |
| Швеция (Sverigetopplistan)          | 1              | 16 недель          |

| Хит-парад (1976)                   | Позиция |
| ---------------------------------- | ------- |
| Австралия (Kent Music Report)      | 2       |
| Великобритания (Gallup Poll)       | 5       |
| Канада (RPM Year-End)              | 11      |
| Нидерланды (Buma/Stemra)           | 46      |
| Новая Зеландия (Recorded Music NZ) | 2       |
| Хит-парад (1977)                   | Позиция |
| Австралия (Kent Music Report)      | 14      |
| Канада (RPM Year-End)              | 19      |
| Новая Зеландия (Recorded Music NZ) | 3       |
| США (Billboard Top Pop Albums)     | 31      |

## Сертификации и продажи
| Регион                                                      | Сертификация  | Продажи    |
| ----------------------------------------------------------- | ------------- | ---------- |
| Австралия (ARIA)                                            | 6× Платиновый | 420 000^   |
| Великобритания (BPI)                                        | Платиновый    | 1 000 000  |
| Канада (Music Canada)                                       | 2× Платиновый | 200 000^   |
| США (RIAA)                                                  | 2× Платиновый | 2 000 000^ |
| Швеция (GLF)                                                | Золотой       | 50 000     |
| ^ Данные о тиражах приведены только на основе сертификации. |               |            |